# Сити ФМ
«Сити FM» — московское информационное радио, работавшее с 1 февраля 2006 года по 14 марта 2015 года на частоте 87,9 МГц. Изначальный формат: круглосуточное информационное вещание с регулярными 15-минутными выпусками новостей.

## История
До 1 февраля 2006 года на частоте 88,0 МГц вещало «До Радио», где звучала музыка без слов. Передающий антенный комплекс находился в Мытищах и его мощность была 1 кВт, что не позволяло в Москве уверенно принимать эту станцию, и она в рейтингах занимала последнее место. Перерегистрация лицензии и диверсификация частот со стороны военных ведомств, позволило начать вещание уже на частоте 87,9 МГц с передатчика, установленного в Балашихе с высотой подвеса антенны 283 метра и мощностью в 5 кВт, что безусловно позволило новой станции «Сити-FM» выйти в эфир полноценно. Новая радиостанция управлялась медиахолдингом «Газпром-Медиа» через дочернее предприятие — ЗАО «М-Пул+», контролировавшее также работу вещающей с 18 апреля 2006 года станции «Relax FM». На запуск двух новых радиостанций было выделено около $8 млн, к 2008 году предполагалось вывести их на самоокупаемость.
Главным редактором в мае 2005 года был назначен бывший заместитель гендиректора НТВ по информационному вещанию Александр Герасимов. По его словам, новый проект предназначен «для политически неангажированной и самостоятельно мыслящей аудитории», а формат будет информационно-разговорным.
На вопрос о музыке в эфире радиостанции «Сити FM» Герасимов отвечал: «Музыка у нас только в оформлении. Это принципиальная позиция радиостанции. Все американские учебники по радио утверждают, что, если ты хочешь завалить информационный проект, поставь внутрь или между программами музыку».
Летом 2005 года к разработке эфирной идентификации радиостанции «Сити FM» был привлечен музыкальный продюсер Андрей Лаупер, который предложил в качестве фирменной мелодии видоизмененную музыкальную фразу из песни А. Петрова «Я шагаю по Москве».
1 февраля 2006 года в 12:00 по московскому времени эфир новой информационной радиостанции начался песней композитора Андрея Петрова «Я шагаю по Москве», музыкальная тема которой была положена в основу пакета звукового оформления «Сити FM». С момента запуска вещания и до начала 2012 года это была первая и единственная песня, прозвучавшая в эфире «Сити FM». Телефон прямого эфира со дня начала работы радиостанции до момента закрытия не менялся: +7 (495) 995-11-11.
До конца 2006 года эфир на радиостанции был прямым в будние дни с 5 утра до 3 часов ночи и по выходным с 5 утра до полуночи. По будням с 3 часов ночи до 5 утра в эфир выходил повтор вечернего шоу с Семёном Чайкой и Ноной Трояновской: с 3 до 4 часов ночи — «Секс в большом городе», с 4 ночи до 5 утра — «Сплетни большого города». По выходным с полуночи до 5 утра в эфир выходили повторы других программ.
С февраля 2006 по август 2007 года в выпусках новостей регулярно звучала информация об отменённых, задержанных рейсах на прилёт и вылет в московских аэропортах. К работе над радиорепортажами станция часто могла привлекать корреспондентов Дирекции информационного вещания родственного канала НТВ.
Выпуски новостей выходили в прямой эфир круглосуточно каждые 15 минут.
В конце 2006 года у радиостанции появился короткий номер для SMS 3377, не менявшийся до сентября 2012 года.
С января 2007 по сентябрь 2010 года прямой эфир по будням был сокращён на два часа в связи с закрытием программы «Ночной психолог», выходившей в эфир с 1:00 до 3:00. С этого времени выпуски новостей по будням выходили в эфир только с 5 утра до часу ночи каждые 15 минут, по выходным: с 5 утра до полуночи каждые 15 минут.
С мая 2007 года изменился формат выпусков новостей: теперь информация о движении в городе, погоде, информация о задержанных рейсах зачитывается полностью ведущими новостей, а не ведущими линейного эфира, как это было ранее. Исключение — программа «Москва. Новости online», выходившая в эфир рано утром (в разные годы по будням: с 5 до 7 и с 5 до 8 утра; по выходным: с 5 до 10 и с 6 до 9 утра).
С 27 августа 2007 года из выпусков новостей исчезла информация о задержанных и отменённых рейсах в московских аэропортах. Ранее информация о ситуации в московских аэропортах звучала в выпусках новостей в начале и в середине часа, иногда каждые 15 минут.
С сентября 2007 года из эфира исчезли радиошоу Александра Любимова и Юлия Гусмана.
5 октября 2007 года были обновлены джинглы новостей, трафика, погоды, а также позывные радиостанции. Слоганом Сити FM стала фраза «Всё, что происходит в Москве». Голосом радиостанции стал Дмитрий Поляновский. До этого голосом Сити FM была актриса Татьяна Бондаренко, а слоганом — фраза «Все новости Москвы».
С 28 января 2008 по март 2009 года каждый час с 8 утра до 10 вечера одновременно в эфир «Сити FM» и телеканала «Закон ТВ» выходили трёхминутные выпуски новостей московского информационного радио с основными событиями в Москве, стране и мире. Для этого была оборудована одна из эфирных студий радио «Сити FM» в офисе на Трифоновской улице.
С сентября 2009 года по выходным выпуски новостей стали выходить в эфир только раз в полчаса.
С 9 июля 2010 года изменился формат выпусков новостей: в начале звучала информация о погоде на данный момент, затем — краткая информация о самых загруженных магистралях, далее — новости Москвы, страны и мира. На 15-й и 45-й минуте часа в эфир выходили краткие выпуски новостей. Данные о ситуации на дорогах зачитывались ведущими линейного эфира. Появился новый, дополнительный слоган «Новости Москвы». Ранее в начале выпуска был анонс основных трёх тем, а данные о трафике зачитывались ведущими новостей. В линейном эфире появились рубрики «SMS. Срочное мнение слушателей» и «Только что стало известно».
С сентября 2010 года по будням на час был сокращён прямой эфир: с 6 утра до часа ночи (ранее с 5 утра до часу ночи). Закрыта программа «Москва. Новости online», выходившая ранее в эфир по будням с 5 до 7 утра и с полуночи до часу ночи. Новые выпуски программы «Секс в большом городе» с Семёном Чайкой также перестали выходить в эфир. С полуночи до часу ночи транслировались повторы этой программы за 2006–2010 годы.
24 января 2011 года Сити FM стало самым первым СМИ в России, сообщившим о теракте в аэропорту «Домодедово». Теракт произошел в 16:32 по московскому времени, а уже через 8 минут (в 16:40) информация о взрыве в аэропорту прозвучала в эфире «Сити FM» от слушателя, дозвонившегося в прямой эфир. Для сравнения, другие информационные агентства лишь спустя несколько минут начали информировать о задымлении, и только через некоторое время уже появилось сообщение о взрыве. Телеканал «Россия-24» сообщил о произошедшем только спустя час, а другие федеральные каналы не спешили менять свою эфирную сетку в связи с произошедшим событием.
14 декабря 2011 года Александр Герасимов был уволен с должности главного редактора по решению акционеров «Газпром-медиа», его сменил первый заместитель генерального директора ЗАО «М-ПУЛ+» Евгений Комбаров. Сотрудники станции сообщили ряду СМИ, что причины отставки связаны с политикой и с освещением протестов против фальсификации итогов парламентских выборов. В частности, Герасимов потребовал исключить из эфира анонсы митинга против фальсификации выборов 24 декабря, а также запретил зачитывать в эфире SMS, негативно характеризующие всех политиков. Вместе с тем, ряд сотрудников отрицали какую-либо цензуру со стороны бывшего руководства. В то же время журналист станции Ксения Туркова в беседе с NEWSru.com вступилась за главного редактора, подчеркнув, что Герасимов позволял журналистам нормально работать и ни в коем случае не был цензором.

«Александр Герасимов — очень хороший главный редактор, который оберегал журналистов и позволял им нормально честно работать (а мог бы, понятное дело, и ножиком полоснуть). За что ему большое спасибо.»— корреспондент «Сити FM» Ксения Туркова на странице в Facebook
.

«Девиз станции: „Всё, что происходит в Москве“. И мы честно говорили обо всём, что происходит в Москве: будь то митинг на Болотной или акция нашистов. Максимум, что позволял себе Александр Анатольевич, просить сотрудников быть объективными и не перегибать палку ни в ту, ни в другую сторону. Это, кажется, и называется настоящей журналистикой»— корреспондент «Сити FM» Валентина Василева на странице в Facebook
.
Один из корреспондентов «Сити FM» рассказал «Радиопорталу.ру», что последние две недели станция активно освещала митинги оппозиции, обсуждала протесты, озвучивала антиправительственные настроения. По наблюдениям журналиста, постепенно стало появляться всё больше рамок и запретов для тех, кто занимался этими темами. Наш источник связывает это с указаниями «сверху». По его словам, руководству станции на одном из совещаний предъявили распечатку эфиров, касающихся оппозиционных акций, и потребовали исключить подобное из дальнейших эфиров. Через некоторое время стало известно об отставке главного редактора Александра Герасимова и его заместителя Игоря Зимакова.
После ухода Александра Герасимова с должности главного редактора и генерального директора станцию покинуло большинство сотрудников и ведущих, работавших на станции либо с момента её основания, либо на протяжении многих лет: Дмитрий Быков, Семён Чайка, Виктор Набутов, Алексей Шахматов, Наталья Пешкова, Дмитрий Казнин, Максим Димов, Василий Бардацкий и другие.
В последнем эфире авторской программы «Сплетни большого города» от 3 февраля 2012 года её ведущий Семён Чайка заявил, что он уходит с «Сити FM», поскольку он «не согласен и никогда не согласится с той политикой, которая проводится новым руководством на радиостанции».
С 6 февраля 2012 года было сокращено количество часов прямого эфира: с 7 утра до 11 вечера по будням и с 9 утра до 9 вечера по выходным (ранее с 6 утра до часу ночи по будням и с 7 утра до 11 вечера по выходным). В эфире впервые появились программы с трансляцией музыки: «Москва.doc», «Марголис-шоу», «Форт-Росс» и т.д.
16 мая 2012 года радиостанция освободила помещения на Трифоновской улице и вышла в эфир из студии на улице Вильгельма Пика.
С июля 2012 года было в два раза сокращено количество выпусков новостей: каждые 15 минут только по будням с 7 до 11 утра, в остальное время — каждые полчаса.
С сентября 2012 года радиостанция впервые сменила короткий SMS-номер 3377 на обычный +7 925 000-08-79.
С января 2013 года выпуски новостей уже стали выходить в эфир только каждые полчаса. Также сменился формат новостей — в начале часа рассказывались новости Москвы и Подмосковья, а в середине — новости в России и в мире. Из линейного эфира исчез анонс тем, обсуждаемых после выпуска новостей.
С 31 августа 2014 года впервые в истории радиостанции на регулярной основе стала транслироваться зарубежная рок-музыка (первоначально — с 10 вечера до 7 утра в будни и с 9 вечера до полуночи в выходные). С этого же дня снова сократились часы прямого эфира. До этого поздно ночью транслировались повторы ранее выходивших программ.
25 декабря 2014 года Федеральная конкурсная комиссия при Роскомнадзоре одобрила смену формата радиостанции с информационного на музыкальный. В этом формате она продолжит работу до середины марта, после чего на её базе будет запущена новая радиостанция «Like FM».
27 февраля 2015 года состоялись последние прямые эфиры. В этот день каждые полчаса перед выпусками новостей звучала рубрика «Сити FM. Как это было», которая состояла из фрагментов самых ярких, забавных и курьёзных моментов, происходивших в эфире радиостанции за 9 лет вещания. Программа «Корпункт» с Иваном Кутузовым была самой последней программой, вышедшей в прямой эфир. В 20:30 вышел последний выпуск новостей, а в 21:00 Пётр Марченко и весь коллектив «Сити FM» попрощались с радиослушателями, завершив эфир песней композитора Андрея Петрова «Я шагаю по Москве», с которой и началось вещание станции.
С 28 февраля до 13 марта 2015 года радиостанция полностью перешла в автономный режим вещания. Музыкальный эфир был сильно расширен, в несущественном объёме транслировались повторы лучших программ «Сити FM».
14 марта 2015 года в 0:05 (МСК) эфир «Сити FM» был прекращён. Последней прозвучавшей в эфире песней была «Pink» группы Aerosmith. На этой частоте была запущена новая радиостанция «Like FM».

По словам генерального продюсера радиостанции «Like FM» Дениса Серикова — «радиостанция „Like FM“ появилась благодаря кризису. Вместо „Сити-FM“ с коллективом в 60 человек, мы создали инновационный продукт, над которым сейчас работают пять сотрудников. Кризис научил нас быстро реагировать и искать малозатратные решения».
20 марта 2015 года был закрыт сайт радиостанции city-fm.ru. При попытке зайти на него происходит перенаправление на сайт радио «Like FM». A с 1 апреля 2015 года была отключена видеотрансляция из эфирной студии.

## Сотрудники

### Бывшие ведущие линейного эфира
- Ольга Волкова[4];
- Алексей Суханов[4];
- Самир Шахбаз[4];
- Дмитрий Казнин[25];
- Наталья Пешкова[26]
- Георгий Бовт[27] (июль-август 2007);
- Роман Григорьев[27];
- Пётр Марченко[27];
- Игорь Васильков;
- Ксения Туркова
- Яна Поплавская («Утро выходного дня»)
- Дмитрий Губин
- Борис Блохин
- Максим Димов
- Елена Дмитриева
- Виктор Набутов
- Ольга Писпанен[28]
- Семён Чайка (по праздникам в паре с Виктором Набутовым до 12.06.2007 вёл утренние эфиры)
- Алексей Шахматов[29][30]
- Константин Точилин
- Екатерина Шергова
- Дарья Орлова
- Зоя Милославская
- Пётр Пархоменко
- Илья Доронов
- Григорий Погосян
- Елена Спиридонова
- Иван Кутузов
- Полина Ермолаева
- Анна Абакумова
- Юрий Дудь
- Елена Перова
- Светлана Коверга
- Григорий Колганов
- Вадим Муравьёв
- Алена Масуренкова
- Максим Виторган[31]
- Виктор Нехезин
- Александр Гозный

### Бывшие ведущие авторских программ
- Александр Любимов[4] (Радиошоу Александра Любимова)
- Павел Астахов[9] (Час адвоката)
- Семён Чайка[32] (Сплетни большого города, Секс в большом городе, ЦПКиО им. Гусмана, Ночная жизнь Москвы (Искушение-сити), Вечерний завод, Базар-сити, Авто-сити)
- Дмитрий Быков[25] (Сити-шоу Дмитрия Быкова)
- Юлий Гусман[9] (ЦПКиО им. Гусмана. В паре с Семёном Чайкой)
- Ксения Туркова (Московский типун)
- Игорь Васильков (Васильковое воскресенье)
- Виктор Набутов (Сити-сообщество, Мэрия без Лужкова, Мэрия без мэра, Обратная сторона медали, Служба городской безопасности, Офисный планктон)
- Пётр Марченко[27] (Москва 2007, Москва 2008)
- Олег Митволь[25] (Чистый город)
- Георгий Бовт[27] (Профиль текущей политики, Вечерний развод)
- Яна Поплавская[9] (Министерство культуры, VIP-лимита, Не учите меня жить)
- Пётр Листерман[9] (Ночная жизнь Москвы. В паре с Семёном Чайкой)
- Александр Добровинский (Мужской клуб)
- Александр Самойленко[33] (Парилка)
- Никита Кричевский (Переход наличности)
- Вячеслав Лысаков (Дураки и дороги)
- Сергей Шаргунов
- Дмитрий Потапенко (Час предпринимателя, Переход наличности)
- Алексей Волин[9] (Профиль текущей политики)
- Игорь Зимаков (Профиль текущей политики)
- Владимир Семаго (Профиль текущей политики)
- Артур Саркисян (Комильфо-сити)
- Нона Трояновская[6][9] (Сплетни большого города, Секс в большом городе. В паре с Семёном Чайкой до 2006 года)
- Борис Новодержкин[34] (Ночной психолог)
- Сергей Мац[35] (Ночной психолог)
- Александр Змеул (Архитектурный час)
- Олег Осипов (Авто-сити)
- Андрей Осипов (Авто-сити)
- Дмитрий Казнин (Анамнез недели, Слагаемые успеха)
- Наталья Пешкова (Карьера-сити, Сити-коллекция, Москва материальная, Личные деньги, VIP-лимита)
- Анастасия Ключникова (Дорогая передача, Сегодня вечером)
- Игорь Зибрак (Московский общепит)
- Владимир Мамонтов[27] (Собственной персоной)
- Андрей Реут (Переход наличности)
- Дарья Орлова и Сергей Дадыко (Московское время)
- Александр Шумский (Москва. Пробок.нет)
- Дмитрий Росс "(Форт Росс)"

## Структура новостных блоков
- Новости Москвы, страны и мира
- Московские деловые новости — каждые полчаса по будням (в разное время в начале и середине часа или на 15-й и 45-й минуте часа)
- Движение в городе
- Погода (+ каждый час оценка экологической ситуации от Мосэкомониторинга)
- Ситуация в московских аэропортах (с 1.02.2006 по 26.08.2007) — отмененные, задержанные рейсы на прилёт и вылет (в разное время каждые 15 минут, или в начале, или в середине часа)

## Структура межновостных блоков
- Мнения экспертов и ньюсмейкеров,
- Репортажи собственных корреспондентов,
- Прямые включения с мест событий,
- Мнения радиослушателей.

## Сегменты эфира и программы
- Утро в Москве
- Москва. Утренние новости мегаполиса. (в эфире до июля 2007)
- Москва. Дневные новости мегаполиса.
- Москва. Вечерние новости мегаполиса. (в эфире до мая 2007)
- Вечерний звон. (в эфире с мая 2007)
- Москва. Новости online. (в эфире до сентября 2010)
- Все сплетни мегаполиса. (вечернее шоу Семёна Чайки)
- Секс в большом городе. (вечернее шоу Семёна Чайки)
- Радиошоу Александра Любимова
- Комильфо-сити
- Обратная сторона медали
- ЦПКиО им. Гусмана
- Ночная жизнь Москвы. (Искушение-сити с Петром Листерманом)
- Ночной психолог
- Утро выходного дня
- Приёмы адвокатской защиты с Павлом Астаховым
- Чистый город с Олегом Митволем
- Сити-коллекция
- VIP-лимита
- Москва материальная
- Карьера-сити
- Личные деньги
- Слагаемые успеха
- Министерство культуры Яны Поплавской
- Архитектурный час
- Парилка
- Сити-шоу Дмитрия Быкова
- Базар-сити
- Анамнез недели
- Сити-сообщество
- Московский инцидент
- Служба городской безопасности
- Мужской клуб с Александром Добровинским
- Поколение
- Авто-сити
- Субботнее утро в Москве
- Воскресное утро в Москве
- Вечерний развод
- Час предпринимателя
- Московский типун
- Васильковое воскресенье
- Центральная трибуна
- Форт Росс
- Сити-Life[27]
- Корпункт
- Городские стражи
- Страстной бульвар

Были и другие программы. [какие?]

## Коммерческие показатели
По данным TNS Russia, в период с декабря 2011 по февраль 2012 года «Сити FM» находилась на 22-м месте среди радиостанций Москвы с дневным охватом в 419,7 тыс. человек. В период с октябрь по декабрь 2014 года «Сити FM» занимала 36-е место с ежедневной аудиторией 260,2 тыс. человек.
По информации «Картотека.ру», выручка радиостанции в 2013 году по сравнению с 2012 годом упала на 41% и составила 139 млн. рублей, а чистая прибыль по итогам 2013 года составила всего 49 тыс. рублей.

## Награды
В 2006 году радио Сити-FM стало обладателем премии «Радиомания» в номинации «Оформление эфира». В ней был выставлен пакет джинглов Сити-FM, состоящий из 15 основных элементов.
В 2007 году радиостанция стала обладателем премии «Радиомания» в номинациях «Выпуск новостей» и «Информационная программа». На первую номинацию был выдвинут выпуск новостей с Максимом Димовым, на вторую — программа «Поток городских новостей» («Москва. Дневные новости мегаполиса») c Петром Марченко и Ольгой Волковой.
В 2010 году станция стала обладателем премии «Радиомания» в номинации «Репортёр» (Дмитрий Назаренко, репортаж «Пожар в клубе опера» от 9 марта 2010 года).
В 2011 году радио Сити-FM дважды стало обладателем премии «Радиомания». Ведущие шоу «Утро в Москве» Наталья Пешкова и Дмитрий Казнин были названы лучшими в России ведущими разговорного эфира, а программа «Профиль текущей политики» признана лучшей информационно-аналитической программой. Вели программу — Георгий Бовт и Игорь Зимаков.
В 2014 году радиостанция стала обладателем премии «Радиомания». В номинации «Ведущий разговорного эфира» профессиональное жюри присудило победу Георгию Бовту, ведущему ежедневной информационно-аналитической программы «Вечерний развод с Георгием Бовтом».